# Jarrier
Jarrier (Savoyaards: Jariér) is een gemeente in het Franse departement Savoie (regio Auvergne-Rhône-Alpes) en telt 450 inwoners (1999). De plaats maakt deel uit van het arrondissement Saint-Jean-de-Maurienne.

## Geografie
De oppervlakte van Jarrier bedraagt 17,4 km², de bevolkingsdichtheid is 25,9 inwoners per km².
De onderstaande kaart toont de ligging van Jarrier met de belangrijkste infrastructuur en aangrenzende gemeenten.

## Demografie
Onderstaande figuur toont het verloop van het inwonertal (bron: INSEE-tellingen).

## Bekende inwoners
- Hubert Dequier, dichter en schrijver.